# 項羽と劉邦 (小説)
『項羽と劉邦』（こううとりゅうほう）は、司馬遼太郎の歴史小説。楚漢戦争期を舞台に、鬼神のごとき武勇で秦を滅ぼした楚の項羽と、余人にない人柄で人々に推戴され漢帝国を興した劉邦を描く。
『小説新潮』誌上で1977年1月号から1979年5月号まで連載された。

## 概要
1970年代半ばより数度訪中取材し執筆された。勇猛さでは不世出の武人といえる楚の項羽と、戦下手だがその人柄によって周囲を賢人に恵まれ最後には天下を手にした漢の劉邦。秦末の始皇帝の死から書き起こし、2人の英雄を軸として数多の群像の興亡を語り、項羽の死を最後に筆を置いている。
雑誌連載時の題名は『漢の風、楚の雨』（かんのかぜ そのあめ）で、単行本刊行に際して変更された。「漢の風」とは劉邦に『大風の歌』という詩が残っているとともに、漢が本拠とした中原の黄土地帯を吹き上げる乾いた風塵を連想して付けられ、「楚の雨」とは雨量が多く多湿な楚の風土を表したものである。司馬は、揚子江周辺で暮らしていた稲作集団である楚とは、黄河流域で形成された中国文明にとって最後の異質文化を持った異分子であり、この楚人達が項羽によって率いられて大陸を席巻したことにより楚人の稲作と湖沼の文化が投げ込まれ、このことが多民族多文化が混淆して成立した中国文明にとっての最後の総仕上げとなり、「汎中国的なものへの最初の出発点」となったと評している。
数百年に一度大規模な飢餓に襲われることが宿命であった中国の歴史において、英雄とは人々の食の保証ができる者であり、そうした力のある者が自然に王や皇帝に推戴されて王朝を開き、その能力を喪失すれば新たな王朝に倒されるのを常としてきた。司馬は、中国政治においては食を保証すること、少なくともそうした姿勢を取ることが第一義として置かれたため、そのような状況が中国史に「ありあまるほどの政治哲学と政策論を生産」させてきたと論じている。翻って日本では、中国のように国中が食を求める飢民で渦を巻くなどといった状況はかつて起こったことがないために、政治哲学・政策論の過剰な生産が起こらず、また英雄の概念も中国とは異なるため「中国皇帝のような強大な権力が成立したことがないということについても、この基盤の相違の中からなにごとかを窺うことができそうである」と評している。

## あらすじ
史上初めて大陸を統一し、帝国という空前の巨大権力を地上に現出せしめた秦の始皇帝。しかしその絶対権力の苛烈なまでの行使は民を極限まで疲弊させ、国中に怨嗟の声が満ち満ちた。やがて始皇帝が没すると、陳勝・呉広の乱を皮切りとして圧政に耐えかねていた民衆の不満が爆発し、各地で無数の反乱が隆起することとなる。江南の楚の出身の項羽は、国を秦に滅ぼされて以来復仇の念を抱きながらも呉中で雌伏していたが、反乱隆起の報に接するや叔父の項梁に従い動乱の渦中に身を投じた。項梁はその知略で旧楚の王孫を擁して楚を再興するものの、ほどなく秦軍は巻き返しを図り章邯将軍を核として反乱の鎮圧に本格的に乗り出した。項梁は章邯の巧みな戦術に敗れて命を落とし、跡を継いで楚軍の頭目となった項羽は叔父の弔い合戦を秦軍に挑むべく軍を動かす。その軍勢の一隊には沛公・劉邦がいた。元は田舎町のごろつきで何の能もない無頼漢だったが、動乱の中で沛の長として担がれた男である。
中原は沸騰し、楚と同様に戦国期の旧王国がかつての旧称を蘇えらせて割拠し始めていた。王国間は互いに同盟し秦打倒を叫んで連携を深めていたが、章邯率いる秦軍の巻き返しを目の当たりにしたことで大いに動揺した。その無類の軍略には何人も太刀打ちできないよう思われたが、しかし項羽は鬼神が気を吐くような勢いでこれを打ち破り、秦の主力軍に壊滅的な打撃を与えた。すでに虎の如き猛将として知られた項羽だったが、章邯をも下したことでその名は天下を圧するものとなる。全反乱軍の盟主の座に就いた項羽は、いよいよ関中に押し入り帝都・咸陽を攻めるべく西進を始める。関中は天嶮に囲まれた要害の地で攻略は難事であるように思われたが、しかし別働隊を率いて一足先に関中に進軍していた劉邦はこれを突破し、咸陽を制圧することに成功する。得意になった劉邦は、軽率にも関中王になろうとして関中への入り口である函谷関を塞ぎ、項羽の逆鱗に触れてしまう。項羽は憤激するものの、縮こまって一心に詫びを入れる劉邦の姿を見るや意気を削がれ、つい鷹揚に許した（鴻門の会）。沛のごろつき上がりの男など生かしておいた所で害はないと高をくくった結果であったが、しかし項羽は劉邦という存在を見誤っていた。なるほど、劉邦は政略の才も軍略の才も無きに等しい一介の無能人であったが、家臣の心を強烈に惹きつけて離さぬ余人にない人望があった。劉邦の軍勢とは、劉邦という一個の「虚」が頂上に寝転び、配下の将達がその「虚」を埋めようと懸命に知恵を絞るというところに不思議な強さがあった。劉邦を斬ると息巻く項羽の気力をも萎えさせるようなその特異な人格的魅力によって士卒を結束させながらも劉邦という存在はがらんどうの「虚」であり、逆説的ながらその「虚」の下でこそ将達はその能力を最大限に発揮する。賢者は知恵の限界が自身の限界となるものの、「虚」の存在は幾人もの賢者をその中に抱えて用いることができる。難攻不落の関中の攻略に成功したのも配下の進言によるものであり、例えるならば宰相の蕭何、軍師の張良などの稀代の能臣達が劉邦という巨大な杯を支えてその中になみなみと酒を注ぐというような、世にも奇怪な構造を備えていることを項羽は見ぬくことができなかった。
ついに秦は滅びた。天下は戦国期の封建制に戻り、滅秦の盟主である項羽によって各地は諸侯に分封された。項羽自身は「西楚覇王」と号し、楚北方の彭城に居を構えた。一方、劉邦は西南の漢の王に封じられるものの、漢は峻険な山々に隔絶させられた僻地であった。とはいえ高峻さえ乗り越えれば関中へ攻め込むことは容易であり、部下の進言を受け入れた劉邦は行動を起こし、関中を制圧して秦の累代の王都を手に入れる。項羽の行った論功行賞は甚だ不公平であり、天下の諸侯で満足している者はほとんどいなかった。やがて斉や趙なども次々と反乱を起こして項羽は鎮圧に忙殺されることとなり、今こそ好機と見た劉邦は項羽の本拠地である彭城を目指して東進を始めた。反乱者が出た土地は女子供まで残らず虐殺するという項羽の行き過ぎた所業はそこここで反感を買っており、漢軍の到来を待ち望む声は多く劉邦はさほどの苦もなくその勢力を拡大していった。やがて洛陽に入城した劉邦が正式に項羽の討伐を宣言すると、天下の諸侯は群がるように参集し、反楚同盟軍は実に五十六万もの巨軍に膨れ上がった。折しも項羽は各地の反乱の鎮圧にかかりきりになっている最中であり、巨軍が雪崩れ込むや空き家同然の彭城は呆気無く陥落した。
しかし、項羽は彭城陥落の報を聞くと直ちに全軍から三万の兵を掻き集め、自ら直率して彭城へと駆け戻った。狂憤を発した項羽の怒気が憑ったかのような楚軍の軍威に慄いた同盟軍の面々はたちまち恐慌に陥り、一人として踏みとどまることなく彭城から逃げ散った。劉邦も辛うじて難を逃れるものの、五十万を超える大軍勢はわずか三万の楚軍に潰乱させられてしまった（彭城の戦い）。どうにか体制を立て直した劉邦は迫り来る項羽と対峙するものの、とはいえ剽悍さでは無類の項羽と戦下手の劉邦ではもとより勝負にならない。諸侯たちも項羽を恐れて一転して楚軍に靡いてしまい、漢軍が劣勢を挽回することは極めて困難であった。漢軍は中原中央を転戦して戦うものの楚軍の猛威を振り払うことはできず（滎陽の戦い）、劉邦はやむなく黄河の北岸へと落ちのびる。北方で遊撃部隊として展開していた武将・韓信を督促して諸国の平定を急がせ、今一度体勢を整えると劉邦は再度黄河を渡って南下した。いくつかの城を落として局所的な勝利をおさめるものの、劉邦の南下を知った項羽は再び軍を率いて劉邦のもとへ殺到した。漢軍の士卒は大潰乱の悪夢を思い出して震え上がるものの、しかし窮迫した事態は劉邦に天啓を与え、一帯の食料を賄う巨大穀倉庫である広武山を要塞化して立て籠もるという奇想天外な策を閃かせる。劉邦にとって一世一代ともいえるこの妙策は当たり、楚軍は山を包囲しながらも次第に飢え始め、広武山の対陣は籠城側が飽食して攻囲側が飢えに苦しむという奇妙な籠城戦となった。しかし劉邦が負傷したことによって漢軍も優位を保つことができなくなり、楚漢で天下を二分することを条件に劉邦は講和を申し出、項羽もこれを受け入れる。
和睦は成った。広武山における一年余の睨み合いの末、楚漢両軍は共に軍を引くことと決まった。楚軍は彭城への帰途につくものの、とはいえ項羽はしばし兵を休ませた後に再び軍を起こし、次こそは漢軍を木っ端微塵に討ち砕く腹づもりでいた。そのような項羽の魂胆を察した劉邦の謀臣達は、劉邦に楚軍を追撃すべきと献言する。長い滞陣を経て楚の兵達は飢え、軍中には不満が渦巻いて脱走者も出ている。また、韓信の活躍によって北方諸国は次々と平定され、劉邦が各地に展開させた小部隊も勢力を拡大させており、粗漏でありながらも楚軍に対する包囲網が整いつつある。劉邦が弱者故に打った数々の布石が、ここに来て芽を吹き始めていたのだった。楚軍が英気を養った後に再び攻めてこられては到底勝ち目はなく、項羽を滅ぼす絶好の機会は今この時を逃しては二度と巡ってこないと献言された劉邦は決断を下し、全軍に追撃戦を命じる。約定破りに憤慨した項羽はこれを迎え撃ち漢軍の襲撃を撥ねつけるものの、しかし楚軍はなおも強悍さを失わないように見えてその内情は疲弊の極みに達していた。兵の脱走は後を絶たずに将の間にまで漢軍に寝返る者が現れ始め、戦いが長引くにつれてかつて満天下に並ぶもののなかったその軍容はみるみるうちに縮小していった。やがて華北の韓信らの軍勢が南下して項羽の本拠たる彭城を取り囲み、これを契機に日和見を決め込む諸侯も次々と漢軍に恭順し、楚軍は天下に寄る辺のない孤軍となった。追い詰められた項羽は南部の垓下に野戦築城し、急ごしらえの城に籠って籠城を始める（垓下の戦い）。項羽は折にふれて兵を出すものの、「大軍に兵法無し」の言葉通り圧倒的な軍勢を持って城を包囲する漢軍には到底太刀打ちができない。さすがの項羽も自身が生死の境に立たされたことを自覚するが、とある夜、寝所で伏していると何処ともしれずに楚の歌が聞こえてきた。城外から聞こえる故郷の歌は、漢軍に寝返った楚軍の兵たちが唱じるものであった。城の四面がことごとく楚歌で囲まれていることを知った項羽は、ついに己の運命が極まったことを悟る。
楚歌を聞いた項羽は城中の士卒を集めて酒宴を開き、これまでの労をねぎらった後、小軍勢を率いて決死の逃避行に出た。江南を目指して一心に馬を走らせるものの、もとより逃げきれると考えていたわけではない。ほどなく劉邦が送った追跡部隊に包囲され、いよいよ最期の時が訪れたことを知った項羽は漢兵の群れに身を投じ、自らの武を示せるだけ示した後に自刃した。我が身の没落はあくまで天の為すところであって決して武勇の弱さによるものではない。全身全霊でそう示した後、稀代の猛者は己が手で己が首を刎ねて果てた。莫大な懸賞金の掛かったその遺骸は漢兵がむらがって五分され、肉片を持ち帰った者達を劉邦はことごとく諸侯として列した。

## 主な登場人物

### 楚
項羽
本作の主人公。楚の名族・項氏の出身。楚随一の名将・項燕将軍の孫だが、幼少期に楚が秦に滅ぼされ、叔父の項梁とともに流浪の身となった。始皇帝の死後、叔父に従い楚を再興して天下の動乱に身を投じ、項梁の死後は楚軍の頭目となって、全反乱軍を率いて秦を倒した。秦滅亡後は「西楚覇王」を名乗って天下の盟主となるものの、やがて反旗を翻した劉邦の漢軍との間で果てしない戦いを繰り広げることとなる。
矮小な体躯の多い江南人には珍しく、身の丈八尺（184cm）を超える大男。力も鼎を持ち上げるほどに強く、さらに戦場で敵を見れば虎のように襲いかかるその剽悍さは「猛如虎」と評され敵味方を問わずに恐れられた。気性は荒くとも臭うような愛嬌があって頭脳の回転も早く、その人柄は肉体の雄偉さと相まって人を惹きつける強い魅力になっている。しかし並外れて感情量の多い激情家で、自らの血族を篤く保護して部下を可愛がり血族の長者には慇懃な礼をもって遇するなど身内には過分なほどの温情をかける一方、邪魔者は蟻を潰すように殺すことも厭わずない。自分に叛くものは決して容赦をせず、一人謀叛者が出た土地は女子供すら逃さず全てを虐殺するといった具合で凶行を繰り返し、二十万人もの秦軍の降兵を谷底に叩き落としてことごとく坑埋めにするという凄まじい行状も平然とやってのける残忍さと冷酷さを持っている。体内で無尽蔵に作られる生気が常にのたうち回って戦場で敵を殲滅する以外に捌け口がないといった気性の持ち主で、その激しすぎる気性は戦場で無類の剽悍さを発揮させる反面、自身に政略や戦略の感覚を大きく損わせる弊害を招いた。
その武勇で楚漢戦争を通して劉邦の漢軍を圧倒し続けるが、敵対者は残らず殺し尽くすというあまりの苛烈さは、楚から民心を遠ざける結果を招くこととなった。しだいに諸侯もその足下を離れて秦の滅亡時に天下を覆わんばかりだったその軍容は徐々に数を減らし、ついには配下の楚軍の将兵にまで離反され、追いつめられた末に自ら首を刎ねて死んだ。享年三十一。その遺骸は劉邦によって黄金千枚と一万戸の封地という懸賞金がかけられており、項羽が自害するや漢兵がむらがって五分され、遺骸の破片を持ち帰った兵はそれぞれ褒章を受け列侯された。
項梁
項羽の叔父。幼くして両親を亡くした項羽を引き取り、親代わりとなって項羽を育てた。楚の滅亡後、項羽を引き連れて諸国を流浪した後に会稽郡の呉中に腰を落ち着け、名族の生まれに相応しい典雅な容儀と教養から地元民の信頼を得て一種の顔役になった。しかし陳勝・呉広の反乱の報に接し、かねてより抱いていた秦への復讐と楚の再興を成すべく群守を殺して会稽郡の長となる。その後陳勝が死んでばらばらになっていた流民軍を自身のもとに取り込んで上手く組織し、全反乱軍の最大勢力に育てあげ、やがて旧楚の王孫・懐王を即位させて楚の再興を成し遂げる。その後は官位や爵位の外に立って強い発言権を持つ「君」の地位に就いて「武信君」と名乗り、宗義など旧貴族の干渉から超然として引き続き楚軍の全権を握り続けた。
何を行うにも犀利な計算をした上で行動に移すことを信条としており、その行動には落ち度というものがない。しかし秦との戦いで勝利を重ねるにしたがってやや慢心を抱くようになり、定陶において秦軍を率いる章邯の巧緻な軍略にかかり戦死した。
私生活については、子供を得ることが叶わぬ身であったゆえに、項羽を後継者と定めた。また、都の喧騒を離れた郊外には、元は奴隷であった幾人かの愛妾がおり、それぞれに小さな土地を与えて暮らさせていた。時折、名を偽り、身を隠して彼女たちを訪ねることもあったが、彼が何者であるかを告げることは決してなかった。そして、彼の眼を引いたのは、華やかさよりもむしろ、運命に弄ばれたかのような影を宿した女たちであった。
范増
項羽の参謀。旧楚の居巣出身の老賢人。若年の頃から諸国の政情に関心を持ち、天下を周遊して入説家として生きてきたため、地元の賢者としてその知慧を尊ばれていたが、陳勝・呉広の乱が起こったことでかねてより夢想していた楚の再興を実現させるために腰を上げ、項梁を訪ねてその彗眼を買われて参謀となる。項梁の死後は項羽に仕え、気が短く何かと短慮な行動に走りがちな項羽の宥め役を勤めた。項羽からは「亜父」（父につぐ者）と呼ばれて格別な敬意を受け、范増自身も項羽を自らの孫のように目をかけた。
しかし滎陽の戦いの際、項羽の猜疑心の強さに目をつけた漢の謀臣の陳平の策により内通の噂を流され、流言に惑わされた項羽に失望して楚軍を去ることとなり、故郷の居巣へ辿り着く前に死んだ。憂憤のあまり死んだとも、患っていた悪性の腫物で死んだともいわれるが、漢軍との決戦を前にして項羽は最良の補佐役を失った。
懐王（義帝）
旧楚の王孫。物心もつかぬ頃に楚が滅亡して羊飼いにまで落ちぶれていたが、反乱軍の象徴として有用と考えた項梁によって楚王に擁立される。まだ二十代半ばの若者だが、王族から卑賎の身に落とされて辛酸を舐めてきただけあって決して愚昧ではない。楚が項梁によって再興されたために項梁の生存中は遠慮があり政治的実権を譲っていたが、その死後は自身が飾り物の君主であることに飽きたらなくなり、謀才のある寵臣・宗義を重用して項梁の後継者の項羽に対抗しようとした。しかし時を置かずに宗義は項羽に殺されてしまい、結局自身が権力を握ることは叶わなかった。
秦滅亡後は「義帝」の尊称を奉じられ名前だけの皇帝となるものの、南方の蛮地に飛ばされることとなる。しかしその存在をもはや用済みと考えた項羽の内命を受けた黥布により、封土に辿り着く前に殺害された。
宋義
旧楚で令尹（関白のような位）を代々務める名族・宗氏の出身で、陳勝・呉広の乱で旗揚げした項梁に力添えを申し出た。その名望が兵の徴募に有用と考えた項梁はこれを受け入れるものの、宗義が令尹として常に懐王の傍らに近侍して権勢を奮うために相対的に項梁の影が薄くなることとなり、項梁にとっては手痛い政治的失策となった。項梁の死後は後継者たる項羽から楚軍の指揮権を取り上げて楚の外交と軍事を一手に掌握し、項羽と対立することとなる。ところがほどなく隣国斉の内紛に肩入れしたことが仇となって内通を疑われ、それを口実に項羽に殺された。
項伯
項羽のもう一人の叔父で、項梁の末弟。張良とは旧知の友人同士であり、鴻門の会の際に窮地に追い込まれた張良を救うために項羽にとりなしを頼み、張良とその主の劉邦を共に助けることとなった。その後劉邦が楚に敵対するようになってからは件の行動を非難する者も現れたが、血族の長者を重んじる項羽は責め立てることはせず、この叔父に対して変わらず長幼の礼をとり続けた。
楚の滅亡後、劉邦は旧恩に謝して項伯を罰することなく手篤く遇し、劉姓を与えて「射陽候」として列侯した。
虞姫
項羽の寵姫。元は斉の貴族・虞氏の娘だったが、秦崩壊後王族の田氏が楚と対立した際に融和を唱えて国を追われ、家族とも死に別れて落魄した。以後、住む家もなく貧窮していたが、斉に侵攻した項羽が路上で寒さに震えるその姿を哀れみ、拾い上げて身の回りの世話をさせた。やがて寵姫となって「虞美人」（「美人」は後宮の女性の位）と尊称され、以後正妻のいない項羽の実質的な妻となる。人一倍愛憎の強い項羽は彼女を片時も側から離さず激しく愛し、虞姫もその過剰なまでの愛情に応えて項羽を慕い、項羽の気性そのままの苛烈な閨事にもよく耐えた。
四面楚歌を聞き、決死の敵中突破を敢行しようとする項羽が慷慨して即興詩（垓下の歌）を詠ずると、歌に滲んだ自身を伴えない項羽の無念を感じ取り、即座に剣舞を舞って詩を何度も復唱して己の意志を示した。虞姫の所作を見て取った項羽は剣を抜き、一刀の下にその命を絶った。

### 漢
劉邦
項羽と並ぶ本作のもう一人の主人公。項羽より十六歳年上で、沛の草深い田舎邑・豊の出身。若年の頃より無頼漢の中で生活し、やがてごろつき連中の親玉となって盗賊働きをするなど悪事を繰り返し、近隣の鼻つまみ者として疎まれていた。しかし接する誰をも懐に引き込んでしまう不思議な魅力を持ち、その余人にない人望を見込まれて始皇帝の死後各地で反乱が頻発する中で、沛のまとめ役として推戴されて沛公となる。その後反乱の一大勢力となっていた楚軍の下に身を寄せて幕下の一将として滅秦戦に参加するものの、戦後僻地の漢の王に封ぜられたことから項羽と対立し、勇猛並び立つ者のない項羽と天下の覇権を争うこととなる。
文盲に近いほど無学で何の取り柄もない男だが、どこか「放っておけない」と思わせる可愛げがあり、周囲の人間に労を惜しむことなくこの頭目を補佐しなければならないと思わせてしまう魅力を備えている。無作法でまるで礼節を知らぬが長大な体躯と雄魁な容貌に恵まれ、所作さえ整えさせれば誰もが眼を見張るような容儀を振る舞うことができる。殊に竜に似た面長で美髯を生やしたその特異な面貌は当時流行していた人相見をも驚かせて「竜顔」と称えられ、その呼び名は後代には中華皇帝の玉顔の総称となった。
理屈の多い儒家を好まず、法の網で雁字搦めに世を縛ろうとする秦の官僚のような法家も好まず、戦国末期の魏の公子・信陵君に憧れ、君のような大侠の風韻を湛えた侠（おとこ）たらんことを欲している。戦下手だが他の王侯のように後方で隠れて士卒だけを前線で戦わせるということがなく、どんな戦いでも身を陣頭に晒して自ら叱咤して指揮を取る戦いぶりが多くの兵の心を惹きつけた。また狭量な自尊心や妬心を微塵も持たず、自身の至らぬ点は素直に認めて能臣に一任し、己は一個の「虚」として頂上に寝転ぶといった具合で全軍の上に立ち位置を定め、結果として幕下の者はこの空虚を埋めようと懸命に動き回ることとなり、そのことが軍全体にいきいきとした活力を与えるという奇妙な好作用を生むこととなった。無類の寛容さと気前の良さというその美質は無能さを補って余りあるほどのものがあり、戦が芳しく進まずとも劉邦の軍勢は常に明るく、そこだけ陽が照っているような不思議な陽気さを湛え続けた。
楚漢戦争を通して常に楚軍の勢威に押され続けて幾度ともなく遁走を繰り返した。戦に臨めば百戦百敗などと揶揄され、自分は到底項羽にはかなわないと何度も弱音を吐くものの、しかしその度に家臣に叱咤されて支えられ、艱難辛苦の末についに楚を破って大陸を再統一し、漢帝国の高祖となる。
蕭何
劉邦の宰相。劉邦と同じ豊の農民の出身で、文字や算用に明るいために県の役人に取り立てられて司法官として働き、その有能さから能吏として重用された。世話好きで篤実な性格のために地元民からも慕われ、地元の厄介者の劉邦も何かにつけて庇ってやり彼がやり散らかす小悪事に目をつむってきた。その聡明さは早くから秦の崩壊を見越しており、劉邦の徳ともいえぬが人心をつかむ奇妙な個性に目をつけ、帝国崩壊の動乱の際に沛のまとめ役として劉邦を持ち上げ、様々な演出をしてその権威を装飾して沛公に推戴した。
劉邦が関中を平定して後は礫陽を政都に定めて施政に臨み、穏便な統治を心がけて民心を見事に掴んで成功させた。以降は宰相として劉邦をよく補佐し、後の漢帝国の政治体制の基礎を築き上げた。
張良
劉邦の軍師。韓の宰相の家に生まれるが年少の頃に国が秦に滅ぼされ、祖国が秦軍に蹂躙されるのを目の当たりにしながら成長した。長じて後に始皇帝の暗殺を企てるものの失敗して逐電し、その後名を変えて潜伏している最中に隠士の老人と出会い、兵法の書を授かって兵法の道に目覚めることとなる。始皇帝の死後の動乱が発生すると自らも隊を組織して参戦するが、ほどなく沛公となったばかりの劉邦と巡り会って特異なその人物に惚れ込み、客将として劉邦の幕下に入ることとなる。劉邦の力を借りて成王を王に立て韓の再興を成し遂げるもののほどなく項羽に王を殺され、以後正式に劉邦の家臣となり「成信候」と称されることとなる。
劉邦の家臣となった後は、劉邦を己の軍才を発揮する最良の器と考えて天下を取らせしむるべくその軍師となり、戦下手で多分に力押しの戦い方しかできない劉邦に代わって軍略の構築を担った。常に先手を読んで布石を打ち、物事が始まる前に勝敗を決するという思考で軍略を組み立て、最良の相談相手として劉邦に近侍し続けた。
韓信
劉邦配下の武将。淮陰の貧民出身で、項梁が楚軍を旗揚げした際に己の軍才を振るいたい一心から身を投ずる。しかし人数を引き連れることなく個人での参加であったために着目されることがなく、滅秦戦において終始下級将校としてしか扱ってもらえなかった。秦が滅亡した後、楚軍での栄達を見限って新興の漢軍へ飛び込むものの、僻地に追いやられた劉邦達の前途に絶望し、自暴自棄になったり出奔を企てたりした。しかしその才能を認めた蕭何によって大将の重職を与えられ、以後漢軍の総司令官として活躍することとなる。戦場での命をかけた緊張感に身を浸すことを好みながらも慎重さをも備えた性格で、戦場の様々な事象をその頭脳で濾過した末に軍事作戦を算出することに天才的な能力を持っている。主に遊軍として楚軍の牽制を担い、戦いに挑めばどの戦場でも常に勝ち続け、凡将ばかりの漢軍の将の中で異彩を放った。
彭城の大敗の後には劉邦の命を受けて遊撃部隊として北方を転戦し、その稀有な軍才によって魏、代、趙、燕、斉といった諸国を短期間の内に鮮やかに平定し、劣勢に追い込まれていた漢軍が再起するきっかけを作った。だが極めて高い軍才を持つ一方で奇妙なほどに政治感覚が欠けており、自身の風評に無頓着な上に誤解を招くような行動を度々とって謀叛の疑いを持たれることもあった。斉の平定後には「民心を慰撫するため」という謀臣・蒯通の奨めにのって自身を斉王にすることを劉邦に奉請し、劉邦は韓信の離反を恐れてこれを了承するものの、その心にわだかまりを残させた。
項羽も劉邦と同様に韓信の台頭を警戒するようになり、楚漢戦争末期にはその軍勢はさながら第三勢力のようになった。神秘的なほどの軍才に感嘆した蒯通は韓信に天下を取らしめようとしきりに楚漢両陣営からの自立を薦めるものの、韓信本人は野心が欠落したような男であり自身を取り立ててくれた劉邦への忠節を忘れず、多少の逡巡はしたものの結局蒯通の奨めには乗らなかった。
酈食其
河南出身の老儒者。もともと河南の高陽の街で門番を長くしていたが、儒教倫理について諸事口やかましいため街の者から「狂生」（狂人学者）と呼ばれて煙たがられていた。関中へ向けて西進する劉邦が高陽に滞在した際に劉邦に接し、その人物に大器を見出して帷幕に入る。以後、劉邦をして天下を取らしめ、己が至上とする孔子思想を世に広めようと老骨も介さずに精力的に奔走する。儒学の堅苦しさを好まぬ劉邦は酈を小馬鹿にしながらも身近に置き、礼式に通じ弁も立つところから「広野君」の君号を与え、外交使として寵用した。さかんに外交策を献策するものの、儒教思想を理想に据えて考えられたその策は現実から遊離したものが甚だ多く、弁舌に乗せられた劉邦がそれを採用して失敗をしでかすことも度々あり、尻拭いをさせられる諸将からの評判はあまり良くない。
韓信と仲が良く、韓信が少人数で斉の攻略を命じられた際にはいたく同情し、劉邦に斉の説得を請奉して自ら使者として斉に乗り込んだ。しかし不幸な行き違いから韓信はそれを理解せずに斉に攻め込んでしまい、攻撃するための詭計と誤解した斉王の逆鱗に触れ、烹殺された。
陳平
劉邦の謀臣。陽武の貧農の出身だが、幼い頃から学問を修めて培った才気を発揮する舞台を求めて旗揚げした陳勝の軍勢に身を投じ、陳勝が立てた魏王咎に仕えた。その後項羽に仕えて楚軍の将となり、如才なくよく戦功を立てることから目をかけられるものの、自身は将としての活躍よりも政略に携わり大局を動かすことを望んでいた。ずば抜けて頭の働く男だが、知恵が回りすぎて空回りしてしまうきらいがあり、巧緻な術策を得意とするために度々同輩から嫌疑の目を向けられた。魏咎や項羽の下を去ったのもそのことが災いしてのことであり、やがて身を寄せた漢軍でも訝しげな目で見られたが、劉邦はその謀才を高く買って謀臣として寵用した。
滎陽の戦いにおいては項羽の疑り深さに目をつけ、范増が処遇に不満を持っているという流言を流してその猜疑心を煽り、范増を楚軍から去らせて項羽にとっての最良の腹心を失わしめる結果を創り出した。その他にも魔術的な奇策を考えて幾度となく劉邦を危難から救い、張良と共にその智謀によって漢軍を大いに支えた。

### 秦
始皇帝
中国史上最初の皇帝。北西の秦王国の勢力を拡大して他の六国を屈服させ、史上初めて大陸を統一した。旧来の封建制を一掃して徹底した法治主義に基づく中央集権国家を作り上げるものの、しかし行き過ぎた法の支配は民を疲弊させ、また絶対権力の象徴とするべく万里の長城や阿房宮などの巨大土木事業をさかんに行い過酷な労役を強いたために大陸中から怨嗟を買った。
皇帝という存在を万民に知らしめようと大陸中を巡幸している最中、中途で病に斃れて世を去る。この世に初めて現出した巨大権力を見せつけて畏服させるためであったが、礼教を整備して玉体を衆目から隔絶させることで尊崇された後代の皇帝たちと違って軽々しく顔を晒したことがかえって侮りを産み、その死後に反乱を招いて王朝を短命に終わらせるという皮肉な結果をもたらすこととなった。
趙高
始皇帝に影のように付き従う宦官。皇帝という地上の最高権力者の身辺に常に近侍していることから慢心を抱き、始皇帝の死後その遺詔を偽作して嫡子の扶蘇を謀殺し、幼い頃から師傅として目をかけた末子の胡亥を二代皇帝に即位させた。以後、皇帝の後見役となって己の意にそぐわぬ人間を片っ端から刑殺する恐怖政治を行い、百官の上に君臨して事実上の皇帝のように権勢を奮った。
しかし宮廷を壟断することにかけては魔術的なほどの力を持つ一方で軍事に関しては疎く、各地で起こる反乱にはまともに対応することができなかった。どころか皇帝に親政を執られては自身の存在意義が無くなることを恐れ、前線から伝えられる情報をことごとく手元で握りつぶし、軍への支援を怠って帝国崩壊の要因を作った。劉邦の軍勢が関中へ雪崩れ込むともはや秦の滅亡は避けられぬと判断し、胡亥を殺して劉邦に使者を送って秦を二分して統治することを申し出るが、胡亥に代わって擁立しようとした甥の子嬰に殺された。
章邯
秦の将軍。秦軍の中でも随一の名将で、卓抜した軍才を奮って続発する反乱の火の海の中を転戦しながら乱を鮮やかに鎮圧し続けた。常勝の名将として士卒からはさながら軍神のように仰がれ、反乱軍側からはその驚嘆すべき軍才を畏怖された。しかし職人的といえるほどに職務の軍事に没頭しながら政治工作を厭い、後方の宮廷に対して何ら配慮を行わなかったため、趙高によって壟断されていた宮廷との連携が上手くいかず、碌な支援を受けられずに苦しい軍事行動を強いられ続けた。ついには謀反の疑いまでかけられたことに失望し、秦を見限って配下の二十万の兵とともに項羽に降伏した。
叔父の仇とはいえ無類の軍才を見せた章邯を項羽は武人として尊敬し、諸事その身を慇懃に扱った。しかし二十万の捕虜を連れて行軍することには負担を感じ、ほどなくそのことごとくを坑埋めにして殺し尽くした。項羽の暴挙に章邯は強い衝撃を受け、以後心身を萎縮させたかのように往時の気迫を失う。秦の滅亡後は、雍王として秦を三分した内の一つに封ぜられるものの、しかし件の虐殺の経緯から秦人の敵意を受けることとなり、支持を得られずにその統治は困難を極めた。やがて劉邦が漢軍を率いて関中へ攻めこむや秦人達は簡単に劉邦に靡いてしまい、まともな防戦をすることすらできずに自害に追い込まれた。

### その他の人物
陳勝、呉広
始皇帝の死後、最初に反乱を起こした楚の遺民たち。秦の命令で兵役に動員されようとしていたが期日を守ることができず、罰せられることを恐れてやぶれかぶれで反乱を起こしたところ圧政に耐えかねていた民が続々と呼応し、大陸全体に反乱が頻発するきっかけを作った。扶蘇皇子と項燕将軍の名を騙って流民を糾合したことが功を奏してたちまち巨大勢力となり、かつて楚の王都だった陳に居を構えて「張楚」と国号を定め、それぞれ王と仮王（副王）となる。時勢にのってとんとん拍子に成功したものの、しかし両者とも元来さほどの才があるわけでもなく体勢を整え直した秦軍の巻き返しに対抗できずに軍勢を維持できなくなり、軍を四分五裂させてしまう。その後仲違いから呉広は陳勝に殺されるが、陳勝もほどなく配下の兵達に見放されて殺され、秦に投降する兵たちの手土産としてその首を秦軍に差し出された。
張耳、陳余
旧魏の遺民の策士達。魏では両者とも賢人として名望が高かったために魏が秦に滅ぼされた際に命を狙われ身を隠して諸国を遊説していたが、始皇帝死後の動乱の中で旧趙の再興を成し遂げてそれぞれ宰相と大将の地位に就く。無二の親友同士で流浪の間も離れず常に行動を共にし「刎頸の交わり」ともいえる絆を誇ったが、いざ趙を再興して政治権力を手にするや急速に友情を冷まさせ、章邯率いる秦軍に攻められた際に仲間割れして袂を分かった。その後、紆余曲折を経て張耳は劉邦の下に奔り、陳余は項羽の下に奔り、それぞれ不倶戴天の敵となる。
楚漢戦争において張耳は北方に展開した韓信の副将となって従軍し、趙の宰相となっていた陳余はこれを迎え撃ち、井頸口の戦いで干戈を交えた。戦いは韓信の「背水の陣」という奇抜な戦術で漢軍が勝利し、戦いの後張耳は韓信に推戴されて趙王に封ぜられ、陳余は捕らえられて処刑された。
黥布
六出身の囚人上がりの武将。本名は「英布」だが、前科者を表す刺青を額に入れられていたため「黥布」（げいふ。「黥」は刺青の意）と仇名される。囚人仲間の親玉として盗賊働きをしていたが、始皇帝死後の動乱に際して軍勢を組織して項梁が旗揚げしたばかりの楚軍の幕下に入り、以後は楚軍において項羽と並ぶ猛将として名を馳せた。項梁の死後は項羽に仕えて活躍を続け、二十万人の坑埋めや懐王の殺害などの汚れ仕事も引き受けた。
秦の滅亡後は出身地の六を含む九江の王として封ぜられるが、王としての力を得たことで項羽に従順でなくなり、反乱鎮圧に奔走する項羽からの救援要請にもまともに応えなくなり、楚漢どちらにも属さぬ中立的存在となる。項羽との確執に目をつけた劉邦は味方に引き込むべく説客の随何を派遣して説得に当たらせ、随何は儒者らしい巧みな弁舌を奮って説き伏せ、折しも訪れていた楚の使者を追い返して半ば強引に黥布を漢軍に引きずり込んだ。以後は劉邦の幕下の将となる。
彭越
昌邑の盗賊上がりの老将。秦末に部下を率いて楚軍に属し、多くの戦功を立てた。しかし項羽から好かれず秦滅亡後の論功行賞ではあからさまに無視され、同じく不満を持った斉が反旗を翻すや楚軍を飛び出して斉の将軍となる。野心家であり、いつかは己が天下を手にしようという野望を持ち続け、その強い独立意識のために楚に属していた時も項羽に積極的に臣従しようとはしなかった。
その後漢に属し、劉邦から項羽の勢力下にある梁（殷）の切り取りを許されたことから、並外れて強い物欲の命ずるまま一心不乱に楚軍を後方から攻撃し、漢軍と対峙する項羽を悩ませた。ゲリラ戦を得意とし、神出鬼没で楚軍に打撃を与えては何処かへと消えてゆくその戦法は楚軍の後方を大いに撹乱させ、特に兵糧の補給に甚大な影響をあたえることとなった。

## 書誌情報
- 新潮社（上中下）、1980年6-8月
  - 愛蔵版（2巻組）、1981年6月
- 新潮文庫（上中下）、1984年9月（上 ISBN 4101152314、中 ISBN 4101152322、下 ISBN 4101152330）
  - 文庫新装版（上中下）、2005年7月（上 ISBN 9784101152318、中 ISBN 9784101152325、下 ISBN 9784101152332）
- 『司馬遼太郎全集45・46　項羽と劉邦』 文藝春秋、1984年4-5月（45巻 ISBN 4165104507、46巻 ISBN 4165104604）

## 劇画ドラマ化
1983年1月2日にNHK総合テレビジョンで劇画の静止画とカメラワークによって構成劇画ドラマ化となった。当初は中国ロケで想定したが、断念に終わった
声の出演
- 石坂浩二
- 中村吉右衛門
- 米倉斉加年
- 北村和夫
- 中条静夫
- 仲谷昇
- 加藤武
- 大滝秀治
- 安部徹
- 久米明

ほか
スタッフ
- ナレーター：宇野重吉
- 演出:岡崎栄